# 林奠國
林奠國（1814年—1880年），字景山，又名林天和，大清福建省台灣道台灣府彰化縣阿罩霧莊人，為霧峰林家的宗長，為鄉勇之首領，其孫為日治時期的台灣議會之父林獻堂。晚年居於大清福建省福州府，死後清廷誥授朝議大夫，追贈奉政大夫。

## 生平

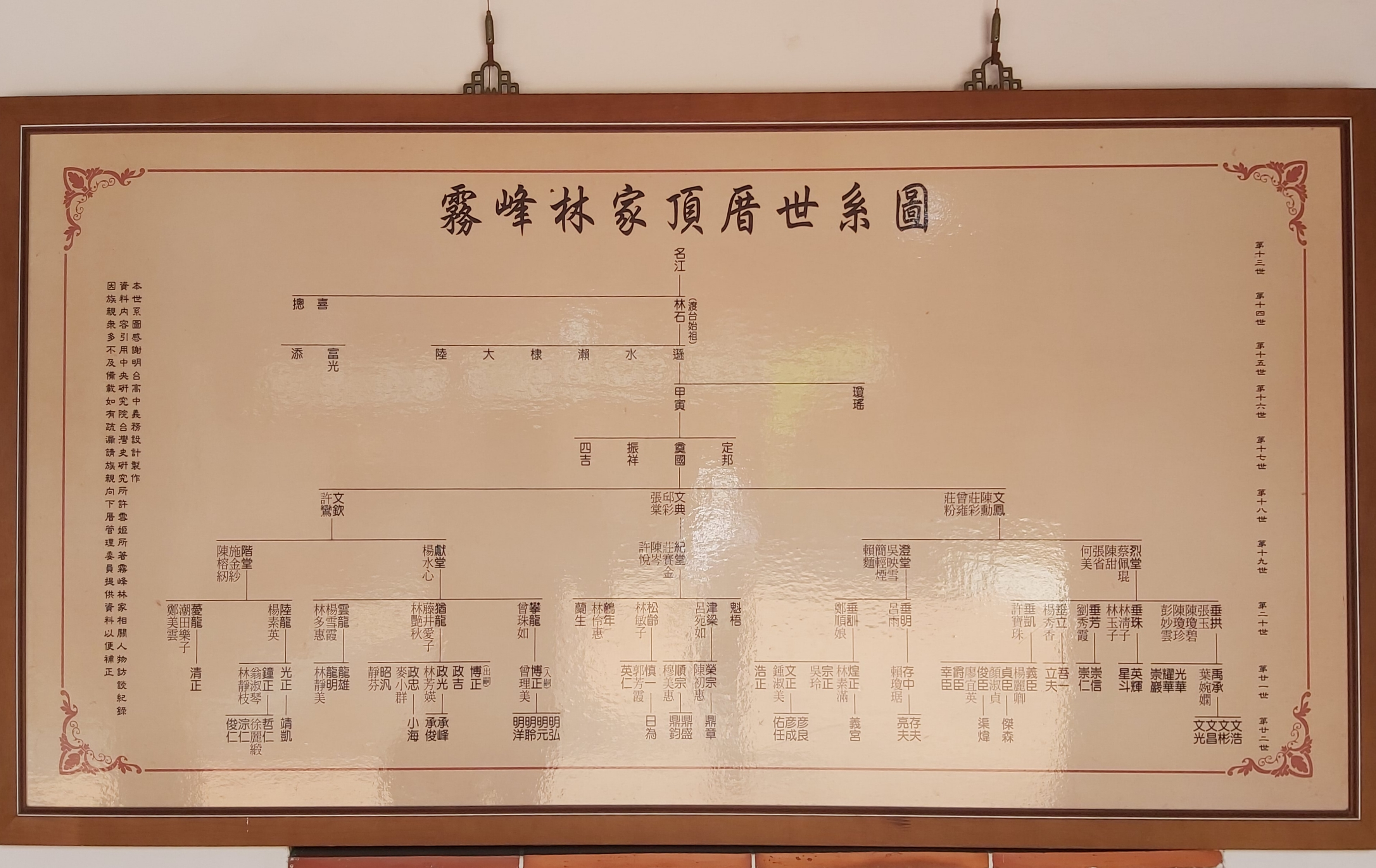
霧峰林家「頂厝」世系圖，林奠國即霧峰林家「頂厝」始祖。

林奠國生於清嘉慶十九年（1814年）十二月，為父親林甲寅次子，上有兄長林定邦、下有弟林振祥、林四吉（螟蛉子）。家族自其父開始遷居於阿罩霧。阿罩霧原為土番之地，非番害則械鬥，故該地莊人皆習武，手把耒耜、腰插刀槍，以相角逐，奠國則能御之。同治元年（1862年）春，邑人戴潮春起事。淡水同知秋曰覲奉檄來彰勦辦至東大墩，途中聞叛軍勢盛，乃遣人邀林奠國率領鄉勇200人前往護衛。至新莊仔莊，秋曰覲已為其麾下勇首四塊厝莊人林日成所害。林奠國見敵方勢眾，退歸阿罩霧，鑿濠固壘，聚米鹽、修器械，作持久之計。四月時，林日成來攻，環圍三匝，並截斷水道，形勢危殆。時莊中丁壯多隨其侄林文察、林文明兄弟征討太平天國，轉戰閩浙一帶；僅餘林奠國父子及丁壯70餘人在家，而林奠國嘗與戴潮春之兄戴萬桂爭田租，又不時與林日成爭田、爭水，積有夙怨，知莊若不保，則必無潐類，於是併力死守。時將兵勇分為數小隊扼守險要，以長子林文鳳率之，而自拒於莊此。後東勢角莊人羅冠英率粵族援軍馳援，而林氏之族先後回莊者亦有四、五百人，士氣大振、大敗黨人。同治二年冬，林文察以福建水陸提督奉旨平臺，林奠國兄官軍至，率鄉勇數百人以從，皆精悍善戰，次第敉平戴潮春叛亂，與林文察同師阿罩霧，招撫近山，經理善後。因功授知府、賞戴花翎。時太平軍李世賢入閩，三年四月，浙閩總督左宗棠奏調林文察內渡，林奠國亦率軍前往福州。未幾漳州陷落，奉旨規復，乃沿途轉戰，十二月駐營萬松關時兩軍相峙，唯清軍未集，所部僅臺勇500人，乃與林文察率200人巡視各壘，至瑞香亭時被太平軍包圍，林文察中彈，陣亡前令林奠國破圍逃出，稱「吾乃朝廷大將，義當戰死，叔應帶眷逃離」。林奠國乃率餘軍撤退。而臺勇乏餉，未能歸。林乃至福州見大府，請餉九千兩為遣散費，總督慶瑞不許，下令待命。既而知林家富有，乃訓責林奠國臨陣脫逃、棄主將於不顧，將收之，又向其索賄五萬兩，林奠國不從。其子林文鳳建議父親順從妥協以便脫身，林奠國堅持不可，乃將家事委以林文鳳，命其各恤其家，自己從此滯留福州，在監獄出出入入共17年。光緒六年（1880年）六月，林奠國卒於福州，年67歲。翌年，歸葬於貓羅堡柳樹莊。

## 家庭
林奠國正室賴貴娘（號莊恬），生於清嘉慶十九年十二月初一日，卒於清同治十年八月十七日，享壽58歲，1918年林奠國與正室賴貴娘改葬在車籠埔莊南。副妣廖梅娘（號端和），生於道光九年八月二十九日，卒於清光緒二十五年二月二十一日，享壽71歲。繼室羅蕉娘（號淑慈），生於道光十二年，卒於大正十年。林奠國有子三人，分別為長子林文鳳（賴氏出）、次子林文典（廖氏出）、三子林文欽（羅氏出）。